# Ali Molina, Arizona
Ali Molina je naseljeno područje za statističke svrhe u američkoj saveznoj državi Arizona. Prema popisu stanovništva iz 2010. u njemu je živjelo 71 stanovnika.